# Орду-Мелік
Орду-Мелік (*д/н — 1361) — хан Золотої Орди в серпні — жовтні 1361 року.

## Життєпис
Походив з династії Чингізидів. Нащадок Тука-Тимура, 13-го сина Джучі (сина Чингиза). Мав юрти десь у Синій Орді. З початком боротьби за владу в Золотій Орді вирішив в неї втрутитися. У 1361 році після вбивства Хизр-хана розпочалася боротьба між Мурадом та Тимур-Ходжою, в якій перемогу здобув останній. Втім, того невдовзі повалив темнік Мамай. В свою чергу Орду-Мелік змусив Мамая залишити столицю держави й сам став ханом Золотої Орди.
Панування Орду-Меліка тривало близько 1 місяця. Невдовзі його було повалено Кільдібеком.